# Лазар Бранковић
Лазар Бранковић (око 1421 — Смедеревски град, 20. јануар 1458) био је српски деспот и владар (1456—1458.). Био је син деспота Ђурђа Бранковића и његове супруге деспине Ирине Кантакузин. Умро је без синова, а наследио га је старији брат деспот Стефан Бранковић.

## Биографија
После ослепљења Гргура и Стефана Бранковића 1441. године, по наређењу султана Мурата II, Лазар је, као преостали здрави син деспота Ђурђа Бранковића, постао и његов једини могући наследник. Носио је титулу деспота још од своје женидбе са принцезом Јеленом Палеолог 1446. године. Деспот Лазар Бранковић преузео је власт после смрти деспота Ђурђа Бранковића 24. децембра 1456. године.
Политика коју је водио млади деспот Лазар је била слична оној коју је водио његов отац за живота. Деспот Лазар Бранковић је окончао преговоре са Турском, које је његов отац почео. Склопио је јануара 1457. године уговор о обнављању вазалних обавеза према Османском царству. Био је дужан да плаћа годишњи харач, нешто мањи него у Ђурђево време, јер није држао Ново Брдо.
За време владавине младог деспота Лазара, утицајни племић, Михаило Анђеловић, (члан династије Анђел) брат Махмуд-Паше Анђеловића (који је током ранијег напада на Србију заробљен и одгајан као муслиман, а са временом је у Османском царству стекао чин Великог везира) је наставио свој политички успон у Србији. Војвода Михаило Анђеловић је, због својих веза на турском двору, био главни посредник у склапању примирја са Турском и обнављању вазалних веза деспота Лазара Бранковића и султана Мехмеда II Освајача.
Тако је султан Мехмед II Освајач склопио са деспотом Лазаром Бранковић јануара 1457. године уговор по коме се обавезао да врати деспоту Лазару очеве поседе.
Поред везаности за Турску, деспот Лазар Бранковић је био и угарски вазал, јер је тако чувао северну границу деспотовине. Тако је угарски краљ Ладислав V Посмрче помагао деспота Лазара. Деспот Лазар Бранковић је, као племић и шурак убијеног грофа Улриха II Цељског, учествовао у суђењу на коме је гроф Владислав Хуњади осуђен на смрт. Деспот Лазар је, користећи сукобе у Угарској, освојио Ковин и друге дунавске тврђаве са леве стране реке. Имао је извесних успеха у борби против Хуњадијевог савезника војводе Михаила Силађија, али је овај ипак успео да заустави даље наступање војске деспота Лазара Бранковића на север.
Ситуација у деспотовини се додатно закомпликовала смрћу његове мајке, деспине Јерине Кантакузин (неки страни историчари тог времена тврде да ју је деспот Лазар отровао, међутим, познато је да се деспот Лазар Бранковић налазио у Смедереву у време када је његова мајка умрла у Руднику). Тада се против младог деспота Лазара подигла опозиција коју је предводио Јеринин брат, Тома Кантакузин. Непосредно после је Тома Кантакузин, заједно са својим савезницима, побегао из Србије. У међувремену, султан Мехмед II се више није суздржавао од напада на Српску деспотовину.
Прве вести о гомилању турске војске на српске границе су стигле деспоту Лазару Бранковићу децембра 1457. године. Он је одмах јављао угарском краљу Ладиславу V Хабзбургу да му пошаље војску да би бранио деспотовину.
Међутим, у тим преговорима, изненада је умро 20. јануара 1458. године, у Смедереву. Имао је мање од четрдесет година.
Пошто деспот Лазар није имао мушке деце, већ само ћерке Марију, Милицу и Ирину, после његове смрти поставило се питање наследника.
Од почетка фебруара 1458. године земљом је управљало намесништво које су сачињавали војвода Михаило Анђеловић, деспина Јелена Палеолог и слепи деспот Стефан Бранковић.
Чувени романтичарски песник Војислав Илић је о смрти деспота Лазара Бранковића написао песму „Пећина на Руднику“ у којој је описао његово кајање због убиства мајке.

## Породица
Стефан и његови рођаци су именовани у Dell'Imperadori Constantinopolitani (такође познат као „Масареллијев рукопис“ након што је дело пронађено у документима Анђела Масарелија, генералног секретара Тридентског сабора), рукопису који се чува у Ватиканској библиотеци. Овај рукопис га именује сином деспота Ђурађа Бранковића и деспине Ирине Кантакузин. Д. М. Никол (1994. године) довео је у питање његово материнство, сугеришући да је деспот Ђурађ раније био у браку са ћерком цара Јована IV Трапезунтског. Међутим, његова теорија није представљала никакве изворе и није узела у обзир да је цар Јован IV Велики Комнин рођен између 1395. и 1417. године.
Деспот Ђурађ је 11. септембра 1429. године дао прилог светогорском манастиру Есфигмен. У повељи за документ наведена су његова супруга деспина Ирина и петоро деце. У Масарелијевом рукопису се такође наводе имена истих петоро деце деспота Ђурађа Бранковића и деспине Ирине Кантакузин. Други родослови помињу шесто дете, Тодора Бранковића. Он би могао бити дете које је умрло младо и стога није наведено са својом браћом и сестрама.Најстарији брат наведен у Масарелијевом документу био је Гргур Бранковић. Документ из 1429. године, помиње га са титулом деспота. Гргур је постављен за управника територија јужне Србије баштине Бранковића. Наводно га је именовао султан Мурат II од Османског царства 1439. године. У априлу 1441. године, Гргур је оптужен за заверу против султана Мурата II и његово гувернерство је прекинуто. Био је затворен у Амасији и ослепљен 8. маја 1441. године. Гргур и његова браћа су потписали повељу којом је деспот Ђурађ потврдио привилегије Дубровачкој Републици Гргур се повукао у манастир под монашким именом „Герман“. Према Финеу, Гргур се поново појавио 1458. године, захтевајући наследство упражњеног престола Србије за себе или свог сина. Масареллијев рукопис помиње Гргура као неожењеног. Каснији родослови његову жену називају „Јелисавета“. Вук Гргуревић, Гргуров син, био је касније титуларни српски деспот (1471–1485). Вероватно је био нелегитиман.
Масарели затим именују старију Стефанову сестру, Мару Бранковић. Била је једна од супруга султана Мурата II. Сам Стефан је наведен на трећем месту. Његова млађа сестра је наведена као Кантакузина, латинизована верзија презимена њихове мајке. Каснији родослови јој дају име Катарина. Удала се за грофа Улриха II Цељског. Последњи набројани и најмлађи брат је Лазар Бранковић, наследник њиховог оца.

## Брак и деца
Лазар се 1446. године, оженио Јеленом Палеолог од Мореје. Била је ћерка деспота Томе Палеолога, владара Мореје, и деспине Катарине Захарије од Кнежевине Ахаје. Имали су три ћерке:
- Јелена (Марија), жена босанског краља Стефана Томашевића Котроманића.
- Милица, жена деспота Леонарда III Тока Епирског.[8]
- Ирина, жена кнеза Јована II Кастриота.[9]

## Породично стабло
|  |                             |  |  |  |  |  |  |  |  |  |  |  |  |  |  |  |
|  | 16. Младен                  |  |  |  |  |  |  |  |  |  |  |  |  |  |  |  |
|  |                             |  |  |  |  |  |  |  |  |  |  |  |  |  |  |  |
|  |                             |  |  |  |  |  |  |  |  |  |  |  |  |  |  |  |
|  | 8. Бранко Младеновић        |  |  |  |  |  |  |  |  |  |  |  |  |  |  |  |
|  |                             |  |  |  |  |  |  |  |  |  |  |  |  |  |  |  |
|  |                             |  |  |  |  |  |  |  |  |  |  |  |  |  |  |  |
|  | 4. Вук Бранковић            |  |  |  |  |  |  |  |  |  |  |  |  |  |  |  |
|  |                             |  |  |  |  |  |  |  |  |  |  |  |  |  |  |  |
|  |                             |  |  |  |  |  |  |  |  |  |  |  |  |  |  |  |
|  | 2. Ђурађ Бранковић          |  |  |  |  |  |  |  |  |  |  |  |  |  |  |  |
|  |                             |  |  |  |  |  |  |  |  |  |  |  |  |  |  |  |
|  |                             |  |  |  |  |  |  |  |  |  |  |  |  |  |  |  |
|  | 20. Прибац Хребељановић     |  |  |  |  |  |  |  |  |  |  |  |  |  |  |  |
|  |                             |  |  |  |  |  |  |  |  |  |  |  |  |  |  |  |
|  |                             |  |  |  |  |  |  |  |  |  |  |  |  |  |  |  |
|  | 10. Лазар Хребељановић      |  |  |  |  |  |  |  |  |  |  |  |  |  |  |  |
|  |                             |  |  |  |  |  |  |  |  |  |  |  |  |  |  |  |
|  |                             |  |  |  |  |  |  |  |  |  |  |  |  |  |  |  |
|  | 5. Мара Лазаревић Бранковић |  |  |  |  |  |  |  |  |  |  |  |  |  |  |  |
|  |                             |  |  |  |  |  |  |  |  |  |  |  |  |  |  |  |
|  |                             |  |  |  |  |  |  |  |  |  |  |  |  |  |  |  |
|  | 22. Вратко Немањић          |  |  |  |  |  |  |  |  |  |  |  |  |  |  |  |
|  |                             |  |  |  |  |  |  |  |  |  |  |  |  |  |  |  |
|  |                             |  |  |  |  |  |  |  |  |  |  |  |  |  |  |  |
|  | 11. Милица Хребељановић     |  |  |  |  |  |  |  |  |  |  |  |  |  |  |  |
|  |                             |  |  |  |  |  |  |  |  |  |  |  |  |  |  |  |
|  |                             |  |  |  |  |  |  |  |  |  |  |  |  |  |  |  |
|  | 1. Лазар Бранковић          |  |  |  |  |  |  |  |  |  |  |  |  |  |  |  |
|  |                             |  |  |  |  |  |  |  |  |  |  |  |  |  |  |  |
|  |                             |  |  |  |  |  |  |  |  |  |  |  |  |  |  |  |
|  | 24. Јован VI Кантакузин     |  |  |  |  |  |  |  |  |  |  |  |  |  |  |  |
|  |                             |  |  |  |  |  |  |  |  |  |  |  |  |  |  |  |
|  |                             |  |  |  |  |  |  |  |  |  |  |  |  |  |  |  |
|  | 12. Матија Кантакузин       |  |  |  |  |  |  |  |  |  |  |  |  |  |  |  |
|  |                             |  |  |  |  |  |  |  |  |  |  |  |  |  |  |  |
|  |                             |  |  |  |  |  |  |  |  |  |  |  |  |  |  |  |
|  | 25. Ирина Асен              |  |  |  |  |  |  |  |  |  |  |  |  |  |  |  |
|  |                             |  |  |  |  |  |  |  |  |  |  |  |  |  |  |  |
|  |                             |  |  |  |  |  |  |  |  |  |  |  |  |  |  |  |
|  | 6. Димитрије I Кантакузин   |  |  |  |  |  |  |  |  |  |  |  |  |  |  |  |
|  |                             |  |  |  |  |  |  |  |  |  |  |  |  |  |  |  |
|  |                             |  |  |  |  |  |  |  |  |  |  |  |  |  |  |  |
|  | 26. Андроник II Палеолог    |  |  |  |  |  |  |  |  |  |  |  |  |  |  |  |
|  |                             |  |  |  |  |  |  |  |  |  |  |  |  |  |  |  |
|  |                             |  |  |  |  |  |  |  |  |  |  |  |  |  |  |  |
|  | 13. Ирина Палеолог          |  |  |  |  |  |  |  |  |  |  |  |  |  |  |  |
|  |                             |  |  |  |  |  |  |  |  |  |  |  |  |  |  |  |
|  |                             |  |  |  |  |  |  |  |  |  |  |  |  |  |  |  |
|  | 27. Ирина од Монферата      |  |  |  |  |  |  |  |  |  |  |  |  |  |  |  |
|  |                             |  |  |  |  |  |  |  |  |  |  |  |  |  |  |  |
|  |                             |  |  |  |  |  |  |  |  |  |  |  |  |  |  |  |
|  | 3. Јерина Бранковић         |  |  |  |  |  |  |  |  |  |  |  |  |  |  |  |
|  |                             |  |  |  |  |  |  |  |  |  |  |  |  |  |  |  |
|  |                             |  |  |  |  |  |  |  |  |  |  |  |  |  |  |  |
|  | 7. Euphrosyne Palaiologina  |  |  |  |  |  |  |  |  |  |  |  |  |  |  |  |
|  |                             |  |  |  |  |  |  |  |  |  |  |  |  |  |  |  |
|  |                             |  |  |  |  |  |  |  |  |  |  |  |  |  |  |  |